# Babroejsk
Babroejsk (Russisch: Бобруйск, Wit-Russisch: Бабруйск) is een stad in Wit-Rusland, aan de rivier de Berezina. Er wonen circa 221.000 mensen (2004), waarmee het een van de grotere steden van Wit-Rusland is. De naam Babroejsk is afgeleid van het Slavische woord voor bever. Er kwamen in het verleden namelijk veel bevers voor in het gebied rond Babroejsk. Tegenwoordig zijn de bevers verdwenen door de jacht.
Babroejsk beslaat een gebied van 66 km² en heeft in totaal 450 straten met een totale lengte van meer dan 430 kilometer.

## Geboren
- Valentina Stenina (1934), langebaanschaatsster
- Andrej Michnevitsj (1976), kogelstoter
- Andrei Arlovski (1979), vechtsporter
- Roeslan Alechno (1981), zanger
- Alena Amjaljoesik (1989), wielrenner
- Ihnat Halavatsjoek (1997), schaatser
- Anastasija Kolesava (2000), wielrenster

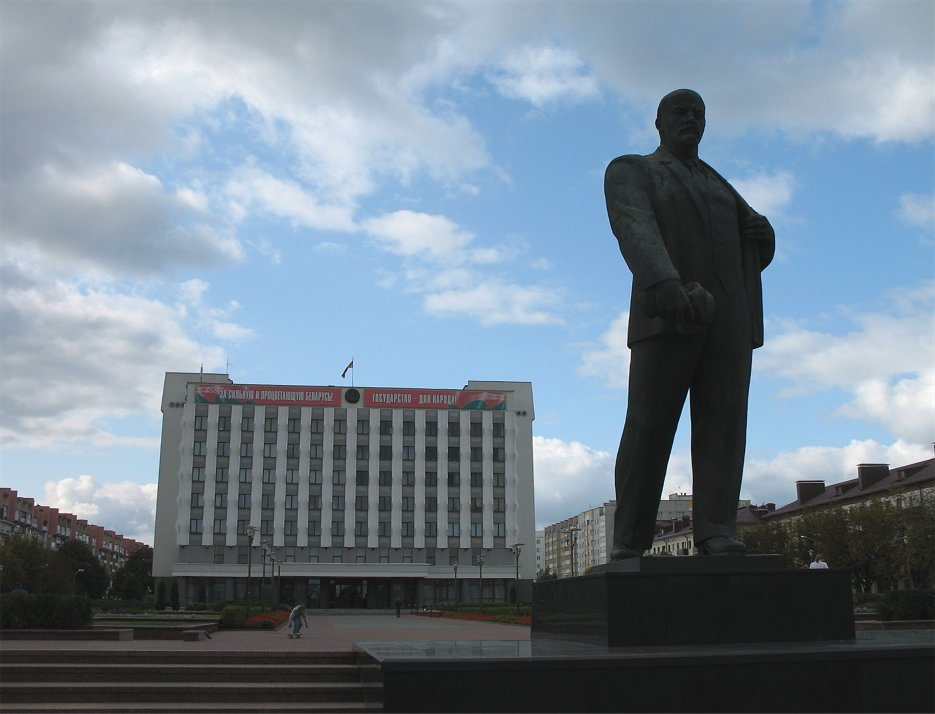
Stadhuis van Babroejsk en standbeeld van Lenin